# Oleksij Zaryc'kyj
Oleksij Vasil'ovyč Zaryc'kyj, in ucraino ‘’Олексій Васильович Зарицький’’? (Bilche, 17 ottobre 1912 – Regione di Karaganda, 30 ottobre 1963), è stato un presbitero ucraino appartenente alla Chiesa greco-cattolica ucraina, amministratore apostolico per i fedeli di rito bizantino in Kazakistan e in Siberia, vittima della Persecuzione dei cristiani in URSS e prigioniero del Gulag. Papa Giovanni Paolo II lo dichiarò martire e lo proclamò beato nel 2001.

## Biografia
Nel 1931 entra nel seminario diocesano di Leopoli. Terminati gli studi viene ordinato sacerdote dal metropolita Andrej Szeptycki il 29 aprile 1935. Nel 1937 è parroco nel villaggio di Strutyn dove fonda un asilo per l'infanzia e, per i contadini, una cooperativa per lavorare i prodotti lattiero-caseari. Nel 1948 viene arrestato e condannato a 10 anni di Gulag da scontarsi nella provincia di Irkutsk in Siberia Orientale. In seguito è dislocato nel lager per prigionieri politici in Mordovia. Il 31 dicembre 1954 viene liberato, ma non ottiene il permesso di ritornare in patria, né di abitare in tutte le principali città dell'URSS. Sceglie di vivere a Karaganda in Repubblica Socialista Sovietica Kazaka. Nel 1957 viene riabilitato per non aver commesso nessun reato. Da questo momento non è più obbligato ad una residenza coatta, ma può liberamente visitare città e paesi della Siberia e le repubbliche dell'Asia Centrale. Parecchie volte cambia residenza. Il metropolita Josyp Slipyj lo nomina amministratore apostolico per il Kazakistan e la Siberia. Il 9 maggio 1962 viene nuovamente arrestato e condannato a due anni di gulag da scontare a Dolinka nel campo Karlag, sito nella regione di Karaganda. Muore nell'ospedale del gulag il 30 ottobre 1963.